# Jardin Martha-Desrumaux
Le jardin Martha-Desrumaux est un espace vert situé dans l'ancienne caserne de Reuilly, accessible via le passage Emma-Calvé et le passage Marie-Rogissart, dans le 12e arrondissement de Paris, dans le quartier de Picpus.

## Situation et accès
Le jardin Martha-Desrumaux est accessible par la ligne 1 à la station Reuilly - Diderot.

## Caractéristiques
Le jardin prend une forme rectangulaire, de 3 223 m2, en cœur d'îlot, définie par les bâtiments de l'ancienne caserne de Reuilly.

## Origine du nom
Le jardin reprend le prénom de Martha Desrumaux (1897-1982), figure du mouvement ouvrier et de la résistance intérieure française.

## Historique
Le terrain qu'occupe le jardin était précédemment la cour centrale de la caserne de Reuilly : la place d'armes, encadrée par un parking, et le mess. Celle-ci a été vendue à la ville de Paris et a fait l'objet d'une opération immobilière consistant en la réhabilitation des anciens bâtiments, reconvertis en logements, et la destruction de bâtiments plus récents, dont le mess. En revanche, le cœur d'îlot a été laissé libre pour y aménager cet espace vert. Le jardin ouvre en 2019.

## Galerie

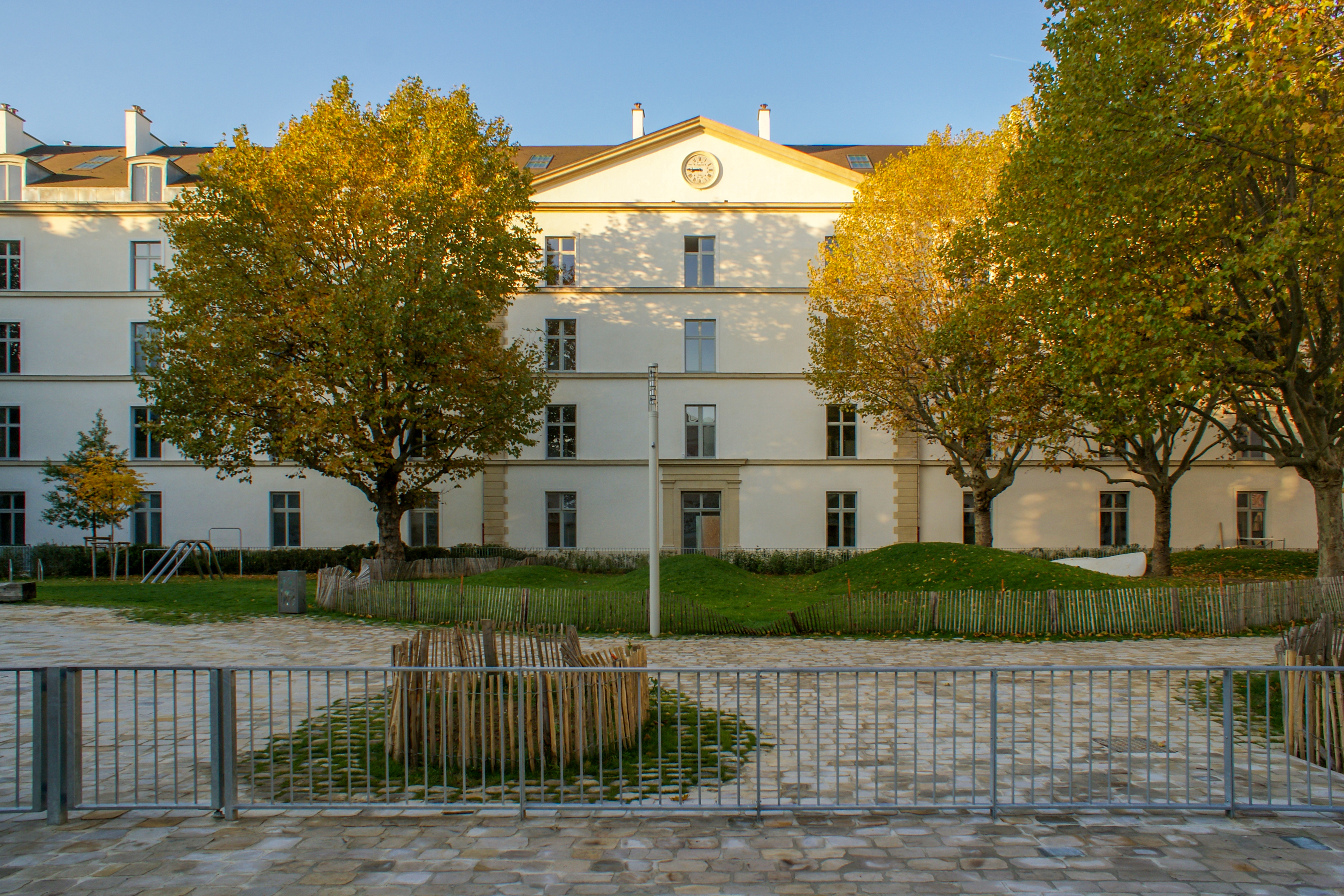
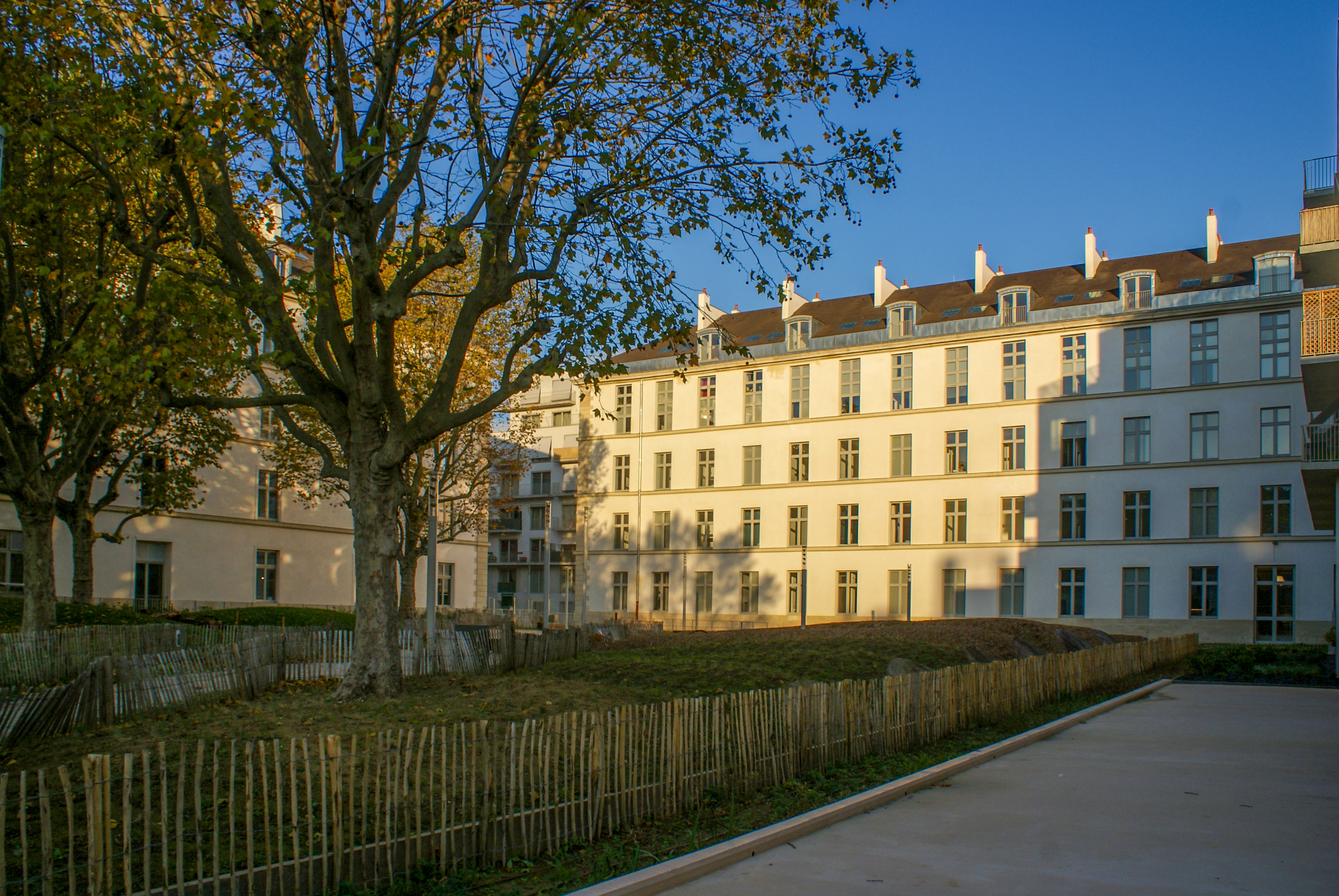
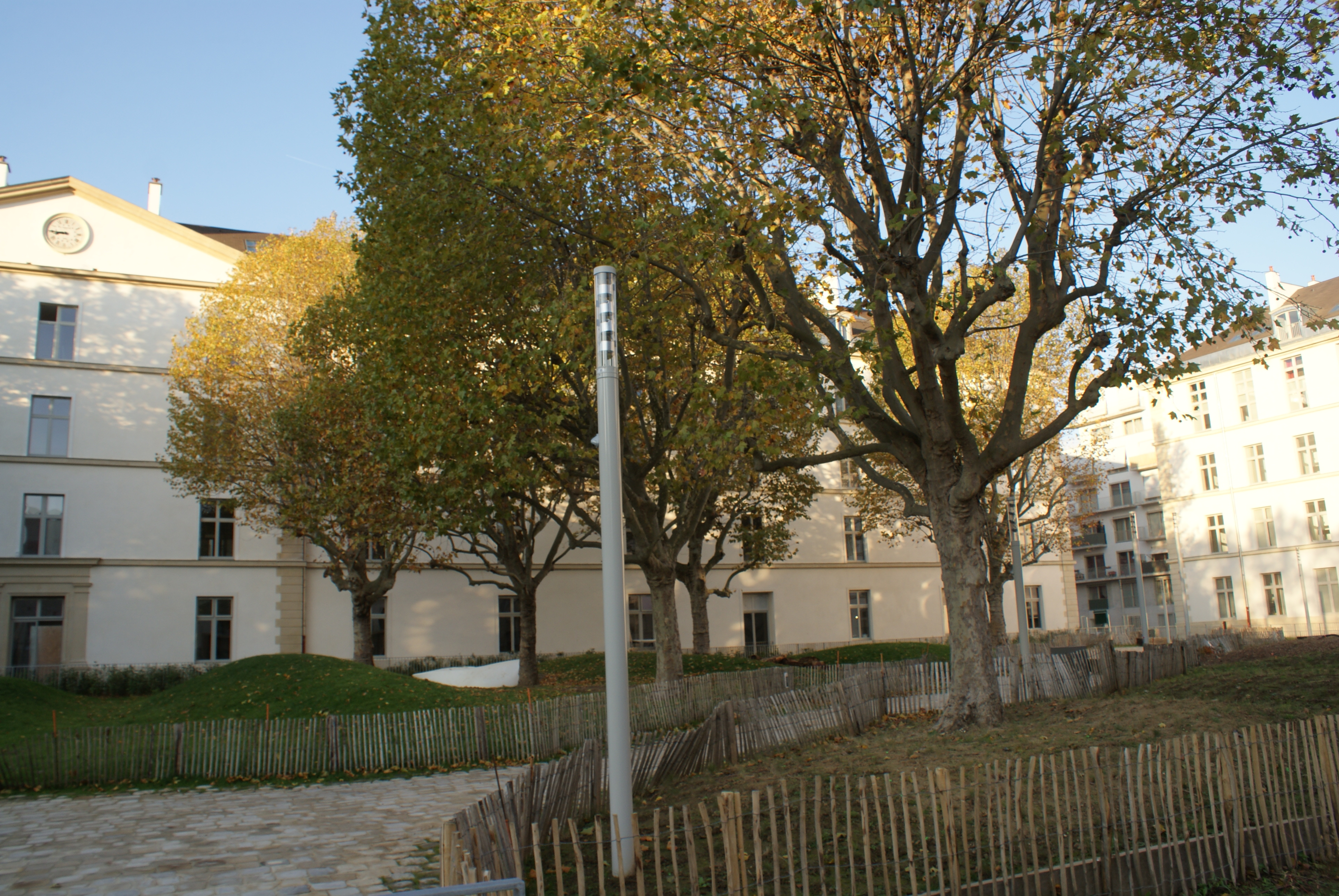
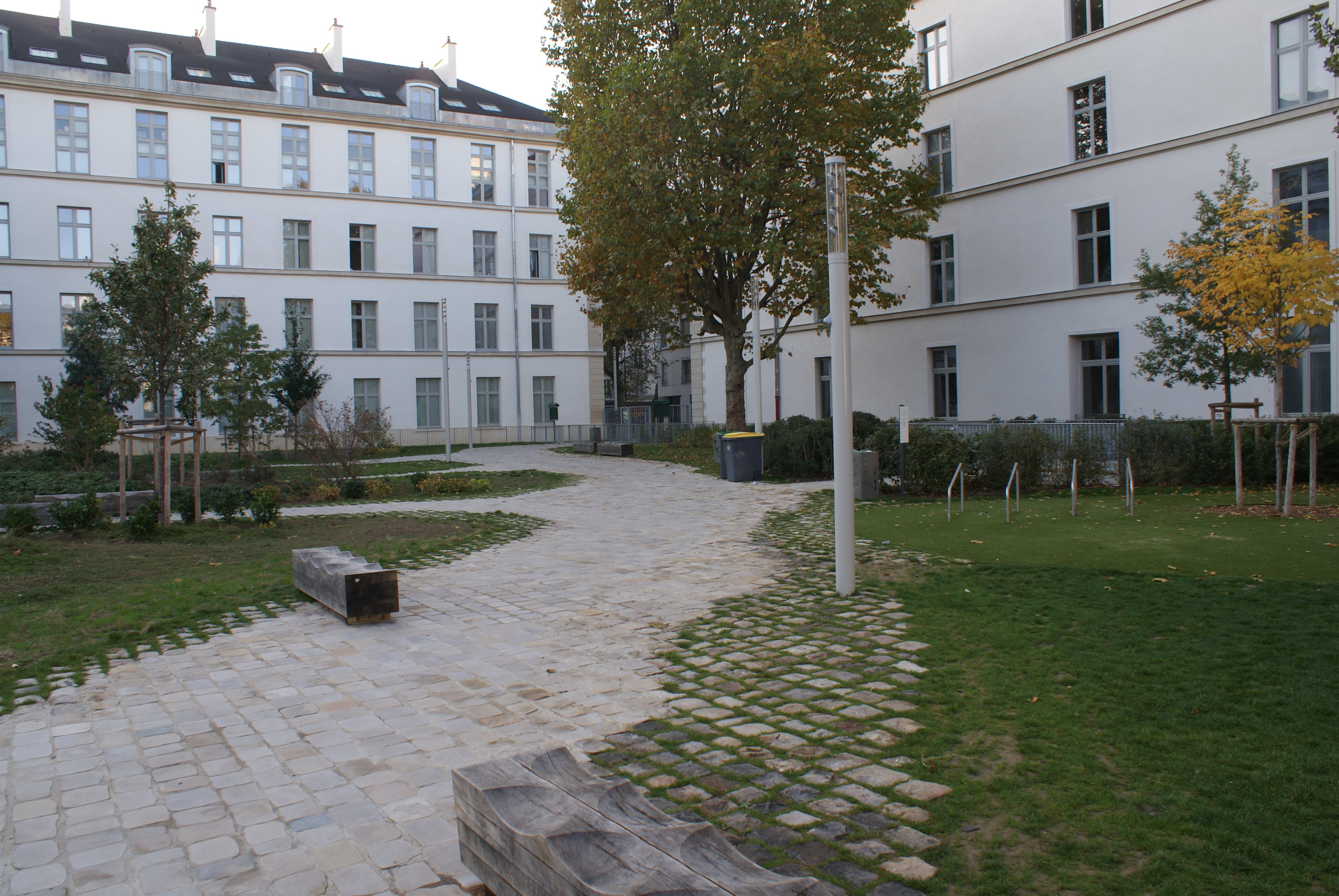
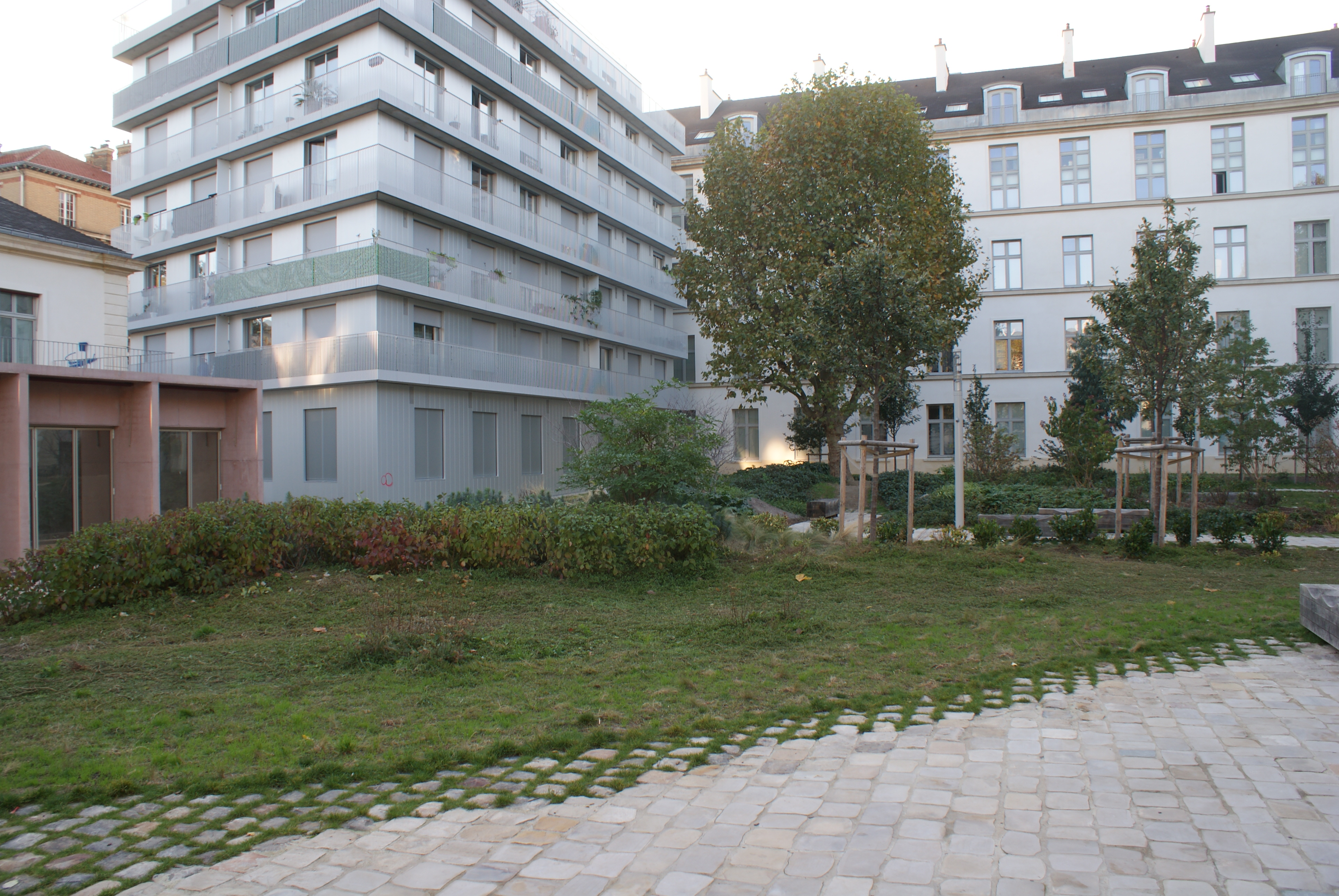
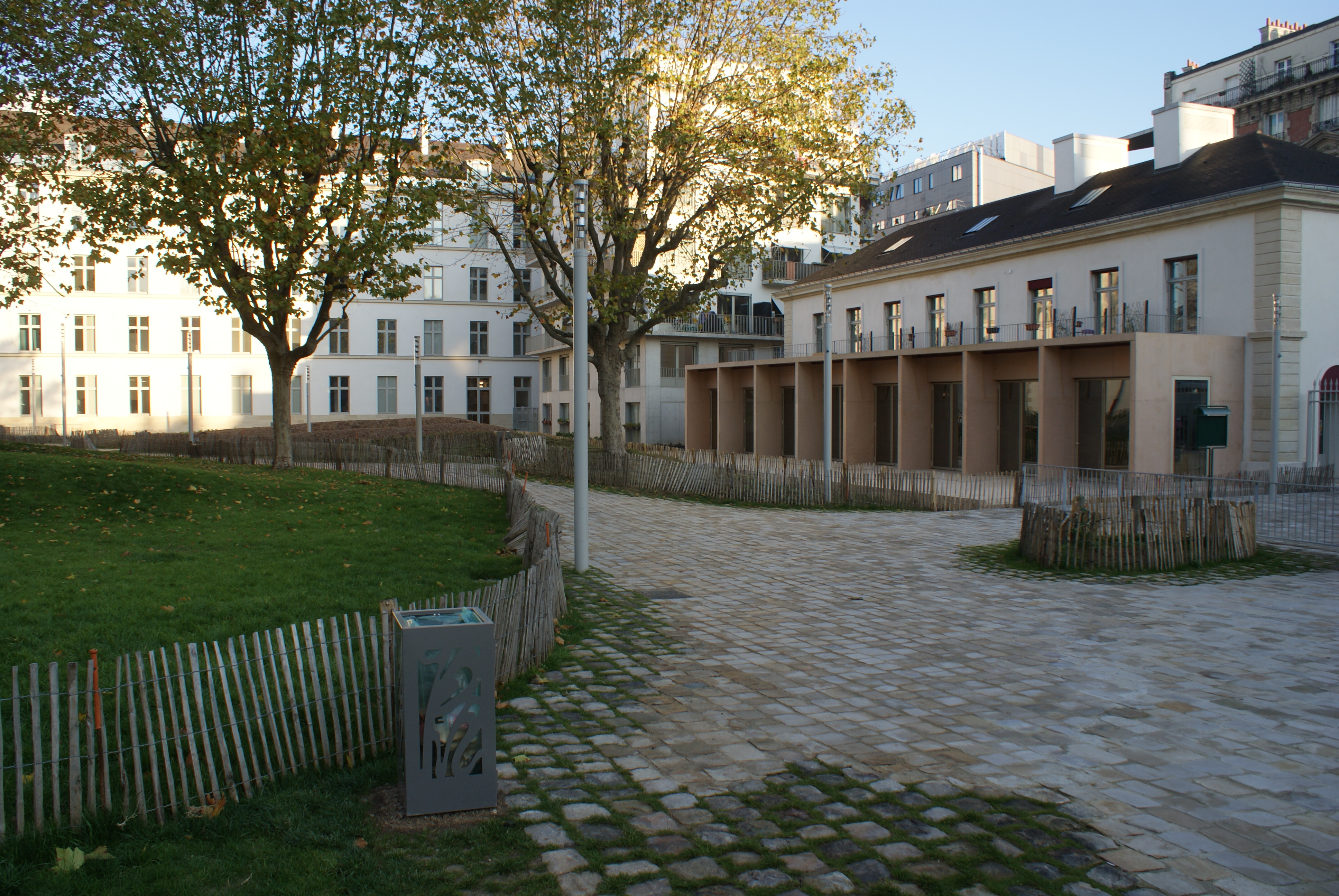
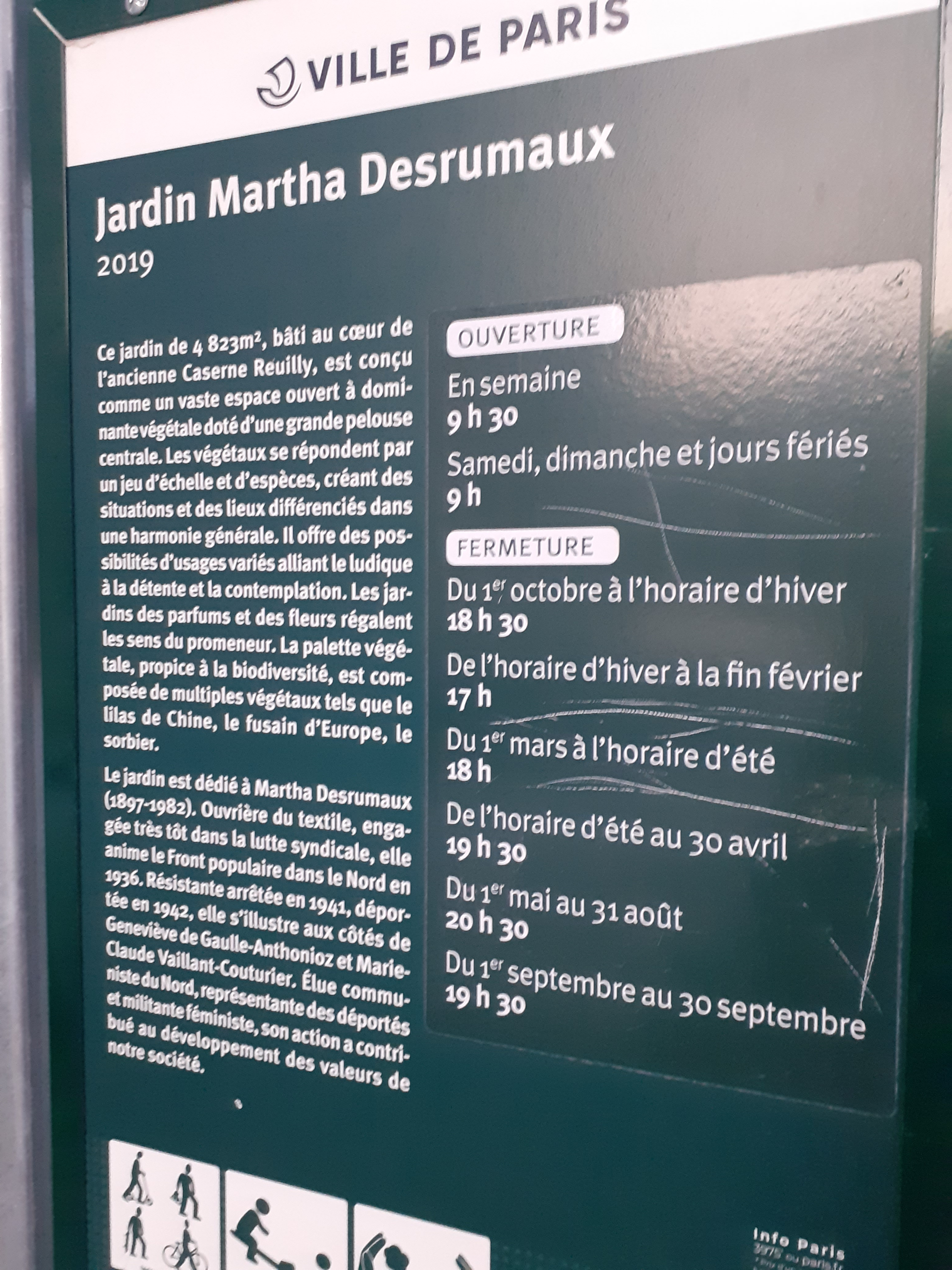